# 指定校推薦
指定校推薦（していこうすいせん）とは、推薦入学の方法の一つである。大学、短大、専門学校など（以降、大学等と略す）が、指定した教育機関（以降、指定校と略す）に対し推薦枠を与え、指定校では進学を希望する生徒に対して選抜を行い、大学等はその選抜された生徒に対して面接などの試験を行って合否を判定する制度の一つ。かつては指定校は高等学校のみだったが、現在ではECC予備校やECC個別指導学院や早稲田塾等の予備校や塾に対して推薦枠を設けている大学等も存在する。高等専修学校に通う生徒は、通学している高等専修学校と、連携している通信制高校の双方の指定校推薦枠が利用できる。短期大学を指定校として3年次編入学指定校推薦を実施している大学が存在する。

## 概要
指定校推薦とは、大学が定めた指定校の生徒のみが出願することができる制度である。指定校は大学が高校のこれまでの進学実績に応じて指定するため、自分が通っている高校が指定されていなければ、いくら成績が良くても出願する権利はない。また、公募推薦と異なり、指定校推薦を実施する大学は私立大学が中心となっており、国公立大学ではほとんど行われていない。
指定校推薦の出願時期・試験時期は大学によって異なるが、一般的に高校での募集は6月～8月頃に各学校にて公開され、校内選考を経て10月頃までに推薦される生徒が決定する。その後、大学への出願が10～11月頃に行われ、小論文や面接などを行い、12月頃の合否が判定される。一部の大学は受験者の学力向上を目的として入学前の春休みに課題を出す例がある。
指定校推薦で入学した学生は学業満足度が高いものの、留年不安も高いとの調査結果がある。
2021年度から指定校推薦と公募推薦は学校推薦型と名称が変わった。

## 推薦条件
大学等は、指定校に対して独自の推薦基準を示す。出願条件に成績基準がある場合、高校での成績を数値化した「全体の学習成績の状況」か「学習成績概評」の最低基準が示される。「全体の学習成績の状況」は、高校1年次から3年次の1学期までに履修した科目の成績（5段階評価）を合計し、科目数で割った数値であり、この評定平均値をもとにA～Eの5段階で成績を表したものが「学習成績概評」で、どちらも指定の基準をクリアすれば出願が可能となる。
推薦基準を提示された指定校側は、進学を希望する生徒の中からこれらの条件を満たした者を確認し、学内会議を経て最終的に推薦する生徒を絞り込み、推薦された生徒は、大学等での独自試験（書類審査や面接など）によって合否が判定される。公募推薦に比べると、学校間（指定校と大学等の間）同士の信頼関係という土台の上で成り立っており、「合格率はほぼ100％」という特徴がある。